# لامار جانسون (بازیگر)
لامار جانسون بازیگر و رقصنده کانادایی است. او به خاطر ایفای نقش شخصیت وست در درام رقص گام بعدی (۲۰۱۳–۲۰۱۹)، در نقش سون کارتر در فیلم درام آمریکایی نفرتی که تو می‌کاری (۲۰۱۸) و در نقش چارلی در همه مکان‌های روشن (۲۰۲۰) شهرت دارد.

## زندگی شخصی
جانسون در تورنتو، انتاریو به دنیا آمد. او یک رقصنده ماهر و خودآموخته است، اگرچه بعداً در مدرسه رقص کانادا آموزش دید. او در مدرسه کاتولیک سنت مادر ترزا تحصیل کرد. جانسون در نمایش موفق گام بعدی در نقش وست رقصنده هیپ هاپ به شهرت رسید. او همچنین با سیدز در خیابان رقصید و تجربه رقصیدن در یک گروه را به دست آورد. قبل از قدم بعدی جانسون در فیلمی به نام عسل ظاهر شد.

## فیلم‌شناسی
| سال  | عنوان              | نقش           | یادداشت |
| ---- | ------------------ | ------------- | ------- |
| ۲۰۱۲ | دوباره به خانه     | دانستون جوان  |         |
| ۲۰۱۶ | کامل بیرون         | پیچ           |         |
| ۲۰۱۷ | پادشاهان           | جسی کوپر      |         |
| ۲۰۱۷ | شهر کثافت          | اسماش         |         |
| ۲۰۱۸ | نفرتی که تو می‌کاری | هفت کارتر     |         |
| ۲۰۱۹ | پسر بومی           | گاس           |         |
| ۲۰۱۹ | دارک فینیکس        | همخوانی داشتن |         |
| ۲۰۲۰ | بدو عزیزم بدو      | نورلون        |         |
| ۲۰۲۰ | همه مکان‌های روشن   | چارلی         |         |
| ۲۰۲۲ | برادر              | مایکل         |         |

### تلویزیون
| سال             | عنوان                | نقش         | یادداشت                                   |
| --------------- | -------------------- | ----------- | ----------------------------------------- |
| ۲۰۱۱            | امور پنهانی          | بچه شماره ۱ | ۱ قسمت                                    |
| ۲۰۱۲            | دگراسی: نسل بعدی     | نینر        | ۱ قسمت                                    |
| ۲۰۱۲            | شرکت                 | دانل هیوود  | ۱ قسمت                                    |
| ۲۰۱۲            | پلیس‌های تازه‌کار      | تایلر مارکز | ۱ قسمت                                    |
| ۲۰۱۳–۲۰۱۷، ۲۰۱۹ | گام بعدی             | غرب         | نقش اصلی (فصل ۱–۳، ۵)؛ نقش تکراری (فصل ۴) |
| ۲۰۱۴            | نجات امید            | هری         | ۱ قسمت                                    |
| ۲۰۱۷            | مری آدم می‌کشد        | اتان گرانت  | ۱ قسمت                                    |
| ۲۰۲۰–۲۰۲۱       | عالیجناب             | کوفی جونز   | نقش تکراری، ۵ قسمت                        |
| ۲۰۲۳            | آخرین بازمانده از ما | هنری بورل   | ۳ قسمت                                    |